# Thelypteridaceae
Thelypteridaceae é uma família de pteridófitas da subordem Aspleniineae da ordem Polypodiales que agrupa cerca de 900 espécies que a classificação de 2016 do Pteridophyte Phylogeny Group (a PPG I) reparte por duas subfamílias (Phegopteridoideae e Thelypteroideae) e cerca de 30 géneros. Em alternativa, a família pode ser incluída numa família Aspleniaceae de definição muito ampla, como a subfamília Thelypteridoideae.

## Descrição
Os membros da família Thelypteridaceae são plantas terrestres, com exceção de alguns que são litófitos (crescem em rochas). A maior parte das espécies são tropicais, embora existam algumas espécies com distribuição natural em regiões subtropicais e temperadas.
Estes fetos têm tipicamente rizomas rastejantes. As frondes são simplesmente pinadas a pinadas-pinatífidas. Não existe dimorfismo na fronde ou existe apenas um dimorfismo ligeiro, com uma venação aberta ou uma anastomose muito simples. Os soros são na sua maioria reniformes e têm indúsio, exceto no grupo Phegopteris.

## Taxonomia e filogenia
Durante o início e meados do século XX todos os fetos thelypterioides foram incluídos no género Dryopteris devido à forma do soros. No entanto, existem muitas diferenças entre os grupos, e estas plantas estão atualmente separadas na sua própria família. A evidência obtida por estudos de filogenia molecular mostra que a família é claramente monofilética.

### Filogenia
O cladograma mais consensual para a subordem Aspleniineae (como eupolipódios II), baseado em Lehtonen (2011), e Rothfels & al. (2012), mostra uma provável relação filogenética entre as Thelypteridaceae e as demais famílias do clado. Esse cladograma é o seguinte:
|  | Diplaziopsidaceae                                               |
|  |                                                                 |
|  | \| \| Aspleniaceae \| \| \| \| \| \| Hemidictyaceae \| \| \| \| |
|  |                                                                 |
|  | Aspleniaceae                                                    |
|  |                                                                 |
|  | Hemidictyaceae                                                  |
|  |                                                                 |

|  | Aspleniaceae   |
|  |                |
|  | Hemidictyaceae |
|  |                |

|  | Diplaziopsidaceae                                               |
|  |                                                                 |
|  | \| \| Aspleniaceae \| \| \| \| \| \| Hemidictyaceae \| \| \| \| |
|  |                                                                 |
|  | Aspleniaceae                                                    |
|  |                                                                 |
|  | Hemidictyaceae                                                  |
|  |                                                                 |

|  | Aspleniaceae   |
|  |                |
|  | Hemidictyaceae |
|  |                |

|  | \| \| Onocleaceae \| \| \| \| \| \| Blechnaceae \| \| \| \| |
|  |                                                             |
|  | Athyriaceae                                                 |
|  |                                                             |
|  | Onocleaceae                                                 |
|  |                                                             |
|  | Blechnaceae                                                 |
|  |                                                             |

|  | Onocleaceae |
|  |             |
|  | Blechnaceae |
|  |             |

|  | \| \| Onocleaceae \| \| \| \| \| \| Blechnaceae \| \| \| \| |
|  |                                                             |
|  | Athyriaceae                                                 |
|  |                                                             |
|  | Onocleaceae                                                 |
|  |                                                             |
|  | Blechnaceae                                                 |
|  |                                                             |

|  | Onocleaceae |
|  |             |
|  | Blechnaceae |
|  |             |

|  | \| \| Onocleaceae \| \| \| \| \| \| Blechnaceae \| \| \| \| |
|  |                                                             |
|  | Athyriaceae                                                 |
|  |                                                             |
|  | Onocleaceae                                                 |
|  |                                                             |
|  | Blechnaceae                                                 |
|  |                                                             |

|  | Onocleaceae |
|  |             |
|  | Blechnaceae |
|  |             |

|  | \| \| Onocleaceae \| \| \| \| \| \| Blechnaceae \| \| \| \| |
|  |                                                             |
|  | Athyriaceae                                                 |
|  |                                                             |
|  | Onocleaceae                                                 |
|  |                                                             |
|  | Blechnaceae                                                 |
|  |                                                             |

|  | Onocleaceae |
|  |             |
|  | Blechnaceae |
|  |             |

|  | Diplaziopsidaceae                                               |
|  |                                                                 |
|  | \| \| Aspleniaceae \| \| \| \| \| \| Hemidictyaceae \| \| \| \| |
|  |                                                                 |
|  | Aspleniaceae                                                    |
|  |                                                                 |
|  | Hemidictyaceae                                                  |
|  |                                                                 |

|  | Aspleniaceae   |
|  |                |
|  | Hemidictyaceae |
|  |                |

|  | Diplaziopsidaceae                                               |
|  |                                                                 |
|  | \| \| Aspleniaceae \| \| \| \| \| \| Hemidictyaceae \| \| \| \| |
|  |                                                                 |
|  | Aspleniaceae                                                    |
|  |                                                                 |
|  | Hemidictyaceae                                                  |
|  |                                                                 |

|  | Aspleniaceae   |
|  |                |
|  | Hemidictyaceae |
|  |                |

|  | \| \| Onocleaceae \| \| \| \| \| \| Blechnaceae \| \| \| \| |
|  |                                                             |
|  | Athyriaceae                                                 |
|  |                                                             |
|  | Onocleaceae                                                 |
|  |                                                             |
|  | Blechnaceae                                                 |
|  |                                                             |

|  | Onocleaceae |
|  |             |
|  | Blechnaceae |
|  |             |

|  | \| \| Onocleaceae \| \| \| \| \| \| Blechnaceae \| \| \| \| |
|  |                                                             |
|  | Athyriaceae                                                 |
|  |                                                             |
|  | Onocleaceae                                                 |
|  |                                                             |
|  | Blechnaceae                                                 |
|  |                                                             |

|  | Onocleaceae |
|  |             |
|  | Blechnaceae |
|  |             |

|  | \| \| Onocleaceae \| \| \| \| \| \| Blechnaceae \| \| \| \| |
|  |                                                             |
|  | Athyriaceae                                                 |
|  |                                                             |
|  | Onocleaceae                                                 |
|  |                                                             |
|  | Blechnaceae                                                 |
|  |                                                             |

|  | Onocleaceae |
|  |             |
|  | Blechnaceae |
|  |             |

|  | \| \| Onocleaceae \| \| \| \| \| \| Blechnaceae \| \| \| \| |
|  |                                                             |
|  | Athyriaceae                                                 |
|  |                                                             |
|  | Onocleaceae                                                 |
|  |                                                             |
|  | Blechnaceae                                                 |
|  |                                                             |

|  | Onocleaceae |
|  |             |
|  | Blechnaceae |
|  |             |

|  | Diplaziopsidaceae                                               |
|  |                                                                 |
|  | \| \| Aspleniaceae \| \| \| \| \| \| Hemidictyaceae \| \| \| \| |
|  |                                                                 |
|  | Aspleniaceae                                                    |
|  |                                                                 |
|  | Hemidictyaceae                                                  |
|  |                                                                 |

|  | Aspleniaceae   |
|  |                |
|  | Hemidictyaceae |
|  |                |

|  | Diplaziopsidaceae                                               |
|  |                                                                 |
|  | \| \| Aspleniaceae \| \| \| \| \| \| Hemidictyaceae \| \| \| \| |
|  |                                                                 |
|  | Aspleniaceae                                                    |
|  |                                                                 |
|  | Hemidictyaceae                                                  |
|  |                                                                 |

|  | Aspleniaceae   |
|  |                |
|  | Hemidictyaceae |
|  |                |

|  | \| \| Onocleaceae \| \| \| \| \| \| Blechnaceae \| \| \| \| |
|  |                                                             |
|  | Athyriaceae                                                 |
|  |                                                             |
|  | Onocleaceae                                                 |
|  |                                                             |
|  | Blechnaceae                                                 |
|  |                                                             |

|  | Onocleaceae |
|  |             |
|  | Blechnaceae |
|  |             |

|  | \| \| Onocleaceae \| \| \| \| \| \| Blechnaceae \| \| \| \| |
|  |                                                             |
|  | Athyriaceae                                                 |
|  |                                                             |
|  | Onocleaceae                                                 |
|  |                                                             |
|  | Blechnaceae                                                 |
|  |                                                             |

|  | Onocleaceae |
|  |             |
|  | Blechnaceae |
|  |             |

|  | \| \| Onocleaceae \| \| \| \| \| \| Blechnaceae \| \| \| \| |
|  |                                                             |
|  | Athyriaceae                                                 |
|  |                                                             |
|  | Onocleaceae                                                 |
|  |                                                             |
|  | Blechnaceae                                                 |
|  |                                                             |

|  | Onocleaceae |
|  |             |
|  | Blechnaceae |
|  |             |

|  | \| \| Onocleaceae \| \| \| \| \| \| Blechnaceae \| \| \| \| |
|  |                                                             |
|  | Athyriaceae                                                 |
|  |                                                             |
|  | Onocleaceae                                                 |
|  |                                                             |
|  | Blechnaceae                                                 |
|  |                                                             |

|  | Onocleaceae |
|  |             |
|  | Blechnaceae |
|  |             |

|  | Diplaziopsidaceae                                               |
|  |                                                                 |
|  | \| \| Aspleniaceae \| \| \| \| \| \| Hemidictyaceae \| \| \| \| |
|  |                                                                 |
|  | Aspleniaceae                                                    |
|  |                                                                 |
|  | Hemidictyaceae                                                  |
|  |                                                                 |

|  | Aspleniaceae   |
|  |                |
|  | Hemidictyaceae |
|  |                |

|  | Diplaziopsidaceae                                               |
|  |                                                                 |
|  | \| \| Aspleniaceae \| \| \| \| \| \| Hemidictyaceae \| \| \| \| |
|  |                                                                 |
|  | Aspleniaceae                                                    |
|  |                                                                 |
|  | Hemidictyaceae                                                  |
|  |                                                                 |

|  | Aspleniaceae   |
|  |                |
|  | Hemidictyaceae |
|  |                |

|  | \| \| Onocleaceae \| \| \| \| \| \| Blechnaceae \| \| \| \| |
|  |                                                             |
|  | Athyriaceae                                                 |
|  |                                                             |
|  | Onocleaceae                                                 |
|  |                                                             |
|  | Blechnaceae                                                 |
|  |                                                             |

|  | Onocleaceae |
|  |             |
|  | Blechnaceae |
|  |             |

|  | \| \| Onocleaceae \| \| \| \| \| \| Blechnaceae \| \| \| \| |
|  |                                                             |
|  | Athyriaceae                                                 |
|  |                                                             |
|  | Onocleaceae                                                 |
|  |                                                             |
|  | Blechnaceae                                                 |
|  |                                                             |

|  | Onocleaceae |
|  |             |
|  | Blechnaceae |
|  |             |

|  | \| \| Onocleaceae \| \| \| \| \| \| Blechnaceae \| \| \| \| |
|  |                                                             |
|  | Athyriaceae                                                 |
|  |                                                             |
|  | Onocleaceae                                                 |
|  |                                                             |
|  | Blechnaceae                                                 |
|  |                                                             |

|  | Onocleaceae |
|  |             |
|  | Blechnaceae |
|  |             |

|  | \| \| Onocleaceae \| \| \| \| \| \| Blechnaceae \| \| \| \| |
|  |                                                             |
|  | Athyriaceae                                                 |
|  |                                                             |
|  | Onocleaceae                                                 |
|  |                                                             |
|  | Blechnaceae                                                 |
|  |                                                             |

|  | Onocleaceae |
|  |             |
|  | Blechnaceae |
|  |             |

### Géneros
A família pode ser dividida em dois grandes clados, que a classificação do Pteridophyte Phylogeny Group de 2016 (a PPG I) reconhece como duas subfamílias, Phegopteridoideae e Thelypteroideae. A divisão em géneros tem sido descrita como altamente controversa e flutuante. A família inclui vários complexos de espécies que são difíceis de distinguir e parecem representar uma notável radiação evolutiva. Alguns investigadores incluem toda a família Thelypteridaceae no género Thelypteris; outros dividem a família em até 30 géneros. Uma posição intermédia é colocar a maior parte em Thelypteris (que pode então ser dividido em subgéneros e secções correspondentes aos géneros de outros autores), mas separar Phegopteris e Macrothelypteris'. Outra opção é dividir a família em meia dúzia de géneros.
O Pteridophyte Phylogeny Group, na sua classificação de 2016 (o sistema PPG I) aceita 30 géneros:
- Subfamília Phegopteridoideae Salino, A.R.Sm. & T.E.Almeid
  - Macrothelypteris (H.Ito) Ching
  - Phegopteris (C.Presl) Fée
  - Pseudophegopteris Ching[13][14]
- Subfamília Thelypteridoideae C.F.Reed
  - Steiropteris (C.Chr.) Pic.Serm.
  - Tribo Thelypterideae Ching 1963
    - Thelypteris Schmidel

  - Tribo Amauropelteae Wei, Liu & Liu
    - Amauropelta Kunze
    - Coryphopteris Holttum
    - Metathelypteris (H.Ito) Ching

  - Tribo Oreopterideae Wei, Liu & Liu
    - Oreopteris Holub

  - Tribo Leptogrammeae Todaro 1866
    - Cyclogramma Tagawa
    - Leptogramma Smith
    - Stegnogramma Blume

  - Tribo Meniscieae Fée 1850-1852 ex Pfeiffer 1873
    - Subtribo Goniopteridinae Ching 1963
      - Goniopteris C.Presl

    - Subtribo Menisciinae Payer 1850
      - Ampelopteris Kunze
      - Cyclosorus Link
      - Meniscium Schreb.
      - Mesophlebion Holttum

    - Subtribo Pseudocyclosorinae Ching 1963
      - Abacopteris Fée
      - Amblovenatum J.P.Roux
      - Chingia Holttum
      - Christella H.Lév.
      - Glaphyropteridopsis Ching
      - Grypothrix (Holttum 1971) Fawcett & Smith
      - Menisciopsis (Holttum 1982) Fawcett & Smith
      - Menisorus Alston
      - Mesopteris Ching
      - Pakau Fawcett & Smith
      - Parathelypteris (H.Ito) Ching
      - Pelazoneuron (Holttum 1974) Smith & Fawcett
      - Plesioneuron (Holttum) Holttum
      - Pneumatopteris Nakai
      - Pronephrium C.Presl [Nannothelypteris Holttum]
      - Pseudocyclosorus Ching
      - Reholttumia Fawcett & Smith
      - Sphaerostephanos J.Sm.
      - Strophocaulon Fawcett & Smith
      - Trigonospora Holttum

Algumas espécies de Pronephrium foram divididas noutros géneros em 2021, como resultado de um estudo filogenético da família Thelypteridaceae:
- Abacopteris Fée
- Grypothrix (Holttum) S.E.Fawc. & A.R.Sm.
- Menisciopsis (Holttum) S.E.Fawc. & A.R.Sm

O género extinto Holttumopteris do Cenomaniano, encontrado em âmbar birmanês, foi sugerido como tendo afinidades com a família, mas vários caracteres de diagnóstico importantes não estão preservados.